# Alan Walker (Paläoanthropologe)
Alan Cyril Walker (* 23. August 1938 in Leicester; † 20. November 2017) war ein britischer Anatom und Paläoanthropologe und seit 2002 Evan Pugh Professor für Anthropologie und Biologie an der Pennsylvania State University, USA.

## Forschungsthemen
Alan Walker studierte bis 1962 an der University of Cambridge unter anderem Geologie und Zoologie. Als Doktorarbeit wollte er danach eine Studie über fossile Fische anfertigen, konnte sich aber mit dem zuständigen Kurator des Natural History Museums (London) auf kein Thema einigen. Der Anthropologe Kenneth Page Oakley, ein Experte für die chemische Datierung von Fossilien, empfahl ihm daraufhin, die Lemuren-Sammlung des Museums zu bearbeiten und schlug ihm als Betreuer John Napier vor, der den Zusammenhang von Fortbewegungsweisen und hierfür typische anatomische Merkmale im Verlauf der Stammesgeschichte der Primaten erforschte. In Napiers Arbeitsgruppe erwarb Walker 1967 an der University of London den Doktorgrad in den Fächern Anatomie und Paläontologie mit einer Dissertation über die Fortbewegungsweisen von ausgestorbenen Lemuren. Hierfür arbeitete er zunächst am British Museum, von 1965 bis 1969 zwecks Ausgrabungen im Zusammenhang mit seiner Forschung an Lemuren an der Makerere-Universität in Uganda und danach bis 1973 an der University of Nairobi in Kenia. In Nairobi präparierte und beschrieb er für Richard Leakey u. a. diverse neu entdeckte Fossilien von Homo habilis, und gemeinsam mit Meave Leakey rekonstruierte er den Schädel KNM-ER 1470, das Typusexemplar von Homo rudolfensis. 1974 wechselte Walker als Professor für Anatomie an die Harvard University, 1978 als Professor für Zellbiologie und Anatomie die Johns Hopkins University und 1995 schließlich als Professor für Anthropologie und Biologie an die Pennsylvania State University (bis 2010).
Walker entdeckte 1985 einen als „Black Skull“ bekannt gewordenen Schädel, der heute Paranthropus aethiopicus zugeordnet wird und war Co-Autor der Erstbeschreibung des „Nariokotome-Jungen“, eines außerordentlich gut erhaltenen Exemplars von Homo erectus. Er galt ferner als Experte für die fossil überlieferte Primatengattung Proconsul und war Autor der Erstbeschreibung von Proconsul heseloni sowie von Kamoyapithecus.

## Ehrungen
Alan Walker war 1988 MacArthur Fellow. Er war ferner Mitglied der American Academy of Arts and Sciences (seit 1996), der National Academy of Sciences (seit 2003) und der Royal Society (seit 1999).

## Privates
Alan Walker war seit 1976 mit der Anthropologin Pat Shipman verheiratet und hatte einen Sohn. Er starb am 20. November 2017 mit 79 Jahren.

## Schriften (Auswahl)

### Fachveröffentlichungen
- Locomotor adaptations in living and fossil Madagascan Lemurs. Dissertation, University of London, London 1967.
- Dietary hypotheses and human evolution. In: Philosophical Transactions of the Royal Society of London B. Band 292, Nr. 1, 1981, S. 57–64, Zusammenfassung.
- mit Michael R. Zimmerman und Richard Leakey: A possible case of hypervitaminosis A in Homo erectus. In: Nature. Band 296, 1982, S. 248–250, doi:10.1038/296248a0.

### Bücher
- mit Pat Shipman: The Wisdom of the Bones. In Search of Human Origins. Knopf, New York 1996, ISBN 978-0-679426-24-0.
  - Turkana-Junge. Auf der Suche nach dem ersten Menschen. Galila Verlag, Etsdorf am Kamp 2011, ISBN 978-3-902533-77-7 (überarbeitete deutsche Ausgabe von The Wisdom of thr Bones).
- mit Pat Shipman: The Ape in the Tree. An Intellectual and Natural History of Proconsul. Harvard University Press, Cambridge, MA 2005, ISBN 0-674-01675-0.

## Belege
1. ↑  Alan Walker: Turkana-Junge. Auf der Suche nach dem ersten Menschen, S. 47–50
2. ↑  Eintrag Walker, Alan in: Bernard Wood (Hrsg.): Wiley-Blackwell Encyclopedia of Human Evolution. 2 Bände. Wiley-Blackwell, Chichester u. a. 2011, ISBN 978-1-4051-5510-6.
3. ↑  Alan Walker et al.: 2.5-Myr Australopithecus boisei from west of Lake Turkana, Kenya. In: Nature. Band 322, 1986, S. 517–522, doi:10.1038/322517a0
4. ↑  Alan Walker et al.: A new species of Proconsul from the early miocene of Rusinga/Mfangano Islands, Kenya. In: Journal of Human Evolution. Band 25, Nr. 1, 1993, S. 43–56, doi:10.1006/jhev.1993.1037
5. ↑  Meave Leakey, Peter S. Ungar und Alan Walker: A new genus of large primate from the Late Oligocene of Lothidok, Turkana District, Kenya. In: Journal of Human Evolution. Band 28, Nr. 6, 1995, S. 519–531, doi:10.1006/jhev.1995.1040, Volltext
6. ↑  Penn State University: Pat Shipman (ehemalige Webseiten). (Memento vom 28. Mai 2019 im Internet Archive)
7. ↑  Penn State mourns passing of Alan Walker. Pennsylvania State University, 22. November 2017, abgerufen am 23. November 2017 (englisch).

| Personendaten    | Personendaten                           |
| ---------------- | --------------------------------------- |
| NAME             | Walker, Alan                            |
| ALTERNATIVNAMEN  | Walker, Alan Cyril (vollständiger Name) |
| KURZBESCHREIBUNG | britischer Paläoanthropologe und Anatom |
| GEBURTSDATUM     | 23. August 1938                         |
| GEBURTSORT       | Leicester                               |
| STERBEDATUM      | 20. November 2017                       |